# Westfalia (kommun i Brasilien)
Westfalia är en kommun i Brasilien.   Den ligger i delstaten Rio Grande do Sul, i den södra delen av landet, 1 600 km söder om huvudstaden Brasília. Antalet invånare är 2 793.
I omgivningarna runt Westfalia växer i huvudsak städsegrön lövskog. Runt Westfalia är det ganska tätbefolkat, med 58 invånare per kvadratkilometer.